# Medasina nigrofusca
Medasina nigrofusca là một loài bướm đêm trong họ Geometridae.